# Sant Miquel Arcàngel de Redovà
L'església de San Miguel Arcàngel de Redovà (Baix Segura, País Valencià) va ser construïda a la fi del segle XIV en estil romànic.
En 1462 va ser portada a l'Església de Redovà, donada per donya Matilde-Jerónima de Santangel, la família de la qual va posseir per alguns anys el Senyoriu d'aquest lloc, la Imatge de La nostra Sra. de la Salut (Patrona de Redovà); des d'aleshores, se li venera i se celebra la seua festa el dia 8 de setembre a la localitat.
Acabada la dominació agarena, es va edificar una ermita en honor de Sant Miquel sobre l'antiga mesquita mora; aquest va ser el primer temple de què es té notícia. Aquesta ermita va ser elevada a parròquia amb la mateixa advocació que tenia, de Sant Miguel, el 8 de maig de 1602.
En 1701 es va construir l'actual obra. En 1792 es va fer el creuer i la capella major, dedicada a Sant Miquel arcàngel. En aquest mateix any de 1792 va ser renovada l'obra de la capella dedicada a la Nostra Senyora de la Salut.